# Melanagromyza approximata
Melanagromyza approximata är en tvåvingeart som beskrevs av Frost 1936. Melanagromyza approximata ingår i släktet Melanagromyza och familjen minerarflugor.
Artens utbredningsområde är Guatemala. Inga underarter finns listade i Catalogue of Life.